# Vlag van Ferrières
De vlag van Ferrières is op onbekende datum bij raadsbesluit vastgesteld als de vlag van de Luikse gemeente Ferrières. De vlag kan als volgt worden beschreven:
Geel met een drievoudige horizontale golvende banen die zich uitstrekken over 3⁄10e van de vlaghoogte en in het midden zijn geladen met een rode cirkel met dezelfde diameter.
De vlag komt overeen met het vlagontwerp van de Raad van Heraldiek en Vexillologie (Frans: Conseil d’héraldique et de vexillologie). De vlag is een vexillologische abstracte interpretatie van het gemeentewapen.